# 东京女子医科大学
东京女子医科大学（英語：Tokyo Women's Medical University；〔〕／ Tokyo Joshi ika Daigaku）是日本的一家私立大学，位于东京都新宿区河田町8番1号，成立于1900年12月5日。

## 历史
- 1900年12月5日，东京女子医科大学的前身——东京女医学校在东京至诚医院内创立。
- 1903年，东京女医学校校舍从东京至诚医院搬迁到位于新宿河田町的大日本帝国陆军兽医学校。
- 1908年，东京女医学校附属医院（现为东京女子医科大学医院）成立。
- 1910年，该学校校友会（现为至誠会（日语：至誠会））正式成立。
- 1912年，东京女医学校更名为东京女子医学专门学校。
- 1952年，改为现名。
- 1955年，日本心脏血压研究所在此成立。
- 1969年，该学校看护短期大学成立。
- 1998年，该学校看护学部成立。
- 2010年，该学校先端生命医科学中心成立。

## 校区分布
- 校本部（东京都新宿区河田町8番1号）
- 大东校区（静冈县挂川市）
- 白河校区（福岛县西白河郡西乡村，已停用）

## 知名校友
- 蔡阿信（台湾近代第一位受到完整现代医学训练的女医师）
- 今井通子（日语：今井通子）（日本著名泌尿外科医师）
- 村崎芙蓉子（日语：村崎芙蓉子）（日本著名医师和文学家）
- 杨步伟 (赵元任夫人)

## 相册

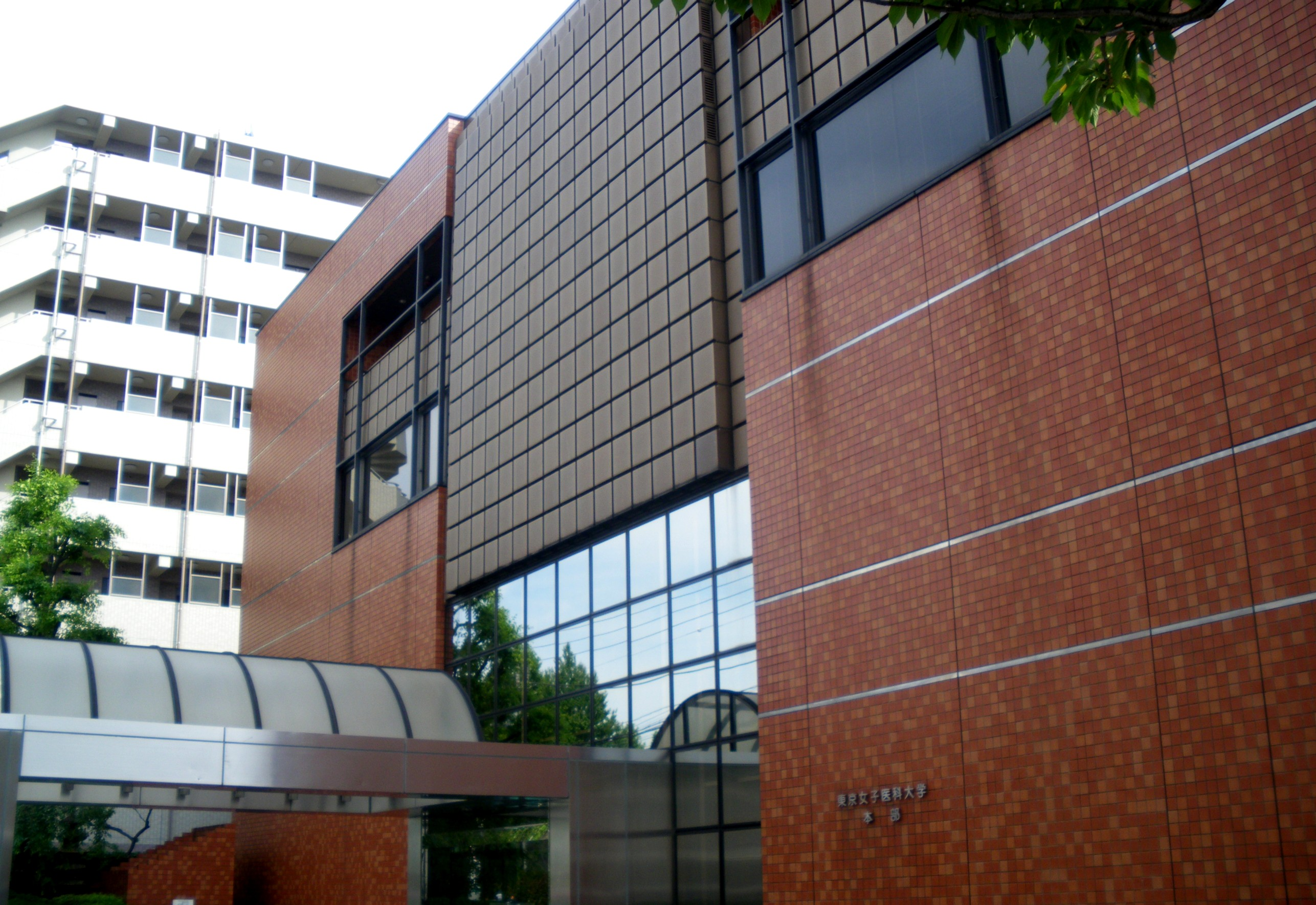
东京女子医科大学校本部
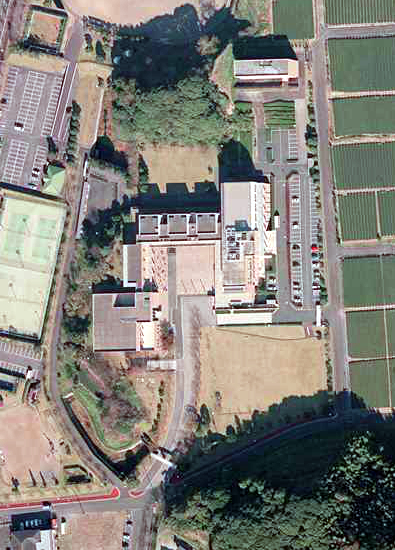
东京女子医科大学大东校区航拍图
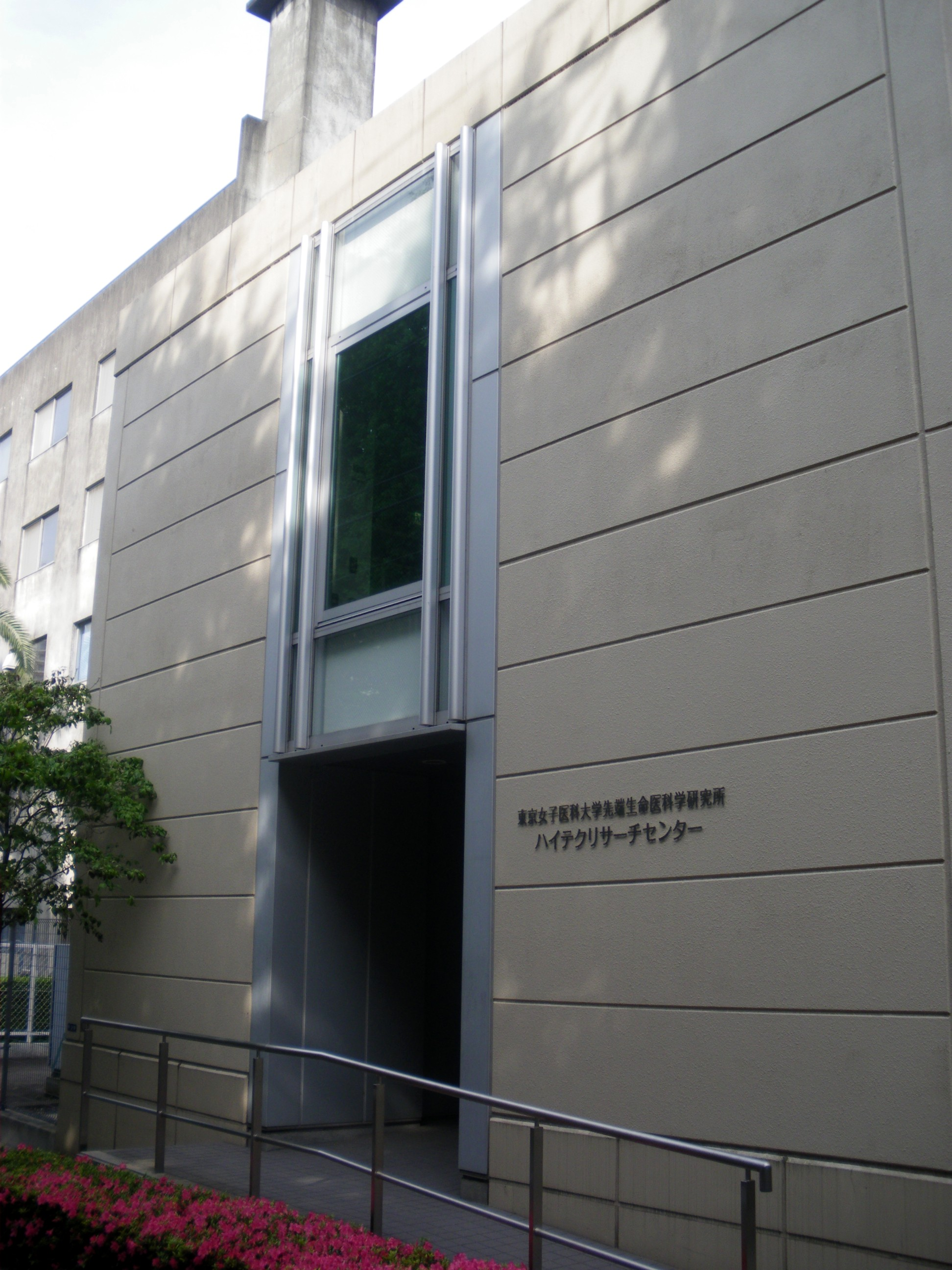
东京女子医科大学先端生命医科学中心